# Application de Gauss

L'application de Gauss définit une correspondance entre chaque point d'une courbe ou d'une surface et un point du cercle ou de la sphère unité.

En géométrie différentielle classique, l'application de Gauss est une application naturelle différentiable sur une surface de {\displaystyle \mathbb {R} ^{3}}, à valeurs dans la sphère unité {\displaystyle S^{2}}, et dont la différentielle permet d'accéder à la seconde forme fondamentale. Elle tient son nom du mathématicien allemand Carl Friedrich Gauss.

## Application de Gauss
Soit {\displaystyle \Sigma } une surface orientée de classe {\displaystyle C^{k+1}} de {\displaystyle \mathbb {R} ^{3}}.
Pour {\displaystyle P} un point de {\displaystyle \Sigma }, il existe un unique vecteur normal unitaire {\displaystyle \Gamma (P)} compatible avec l'orientation de {\displaystyle \Sigma }. L'application de Gauss est l'application de classe {\displaystyle C^{k}} :
{\displaystyle \Gamma :\Sigma \rightarrow S^{2}}.
On dispose d'une identification naturelle entre le plan tangent à {\displaystyle \Sigma } en {\displaystyle P} et le plan tangent à la sphère {\displaystyle S^{2}} au point correspondant {\displaystyle \Gamma (P)} :
{\displaystyle T_{P}\Sigma =T_{\Gamma (P)}S^{2}}.

## Endomorphisme de Weingarten
La différentielle de l'application de Gauss, vue comme opérateur linéaire de {\displaystyle T_{P}\Sigma }, est un opérateur symétrique (appelé opérateur de forme ou endomorphisme de Weingarten) dont la forme quadratique associée est la seconde forme fondamentale {\displaystyle \mathrm {I} \!\mathrm {I} _{P}} de {\displaystyle \Sigma } en P.
De manière plus précise, pour tout vecteur tangent {\displaystyle w\in T_{P}\Sigma }, on a :
{\displaystyle \mathrm {I} \!\mathrm {I} _{P}(w)=-\langle d\Gamma (P)w|w\rangle }.
Les valeurs propres de l'endomorphisme de Weingarten en un point donné de la surface sont les courbures principales de la surface en ce point, et les vecteurs propres engendrent les directions principales.